# سلاك (نادي كرة سلة)
سلاك هو نادي كرة سلة غيني يقع في مدينة كوناكري. تأسس النادي في عام 2004 وتأهل لأول في تاريخه لكأس الأندية الأفريقية لكرة السلة في عام 2018.